# Franc Omerza
Franc Omerza, slovenski rimskokatoliški duhovnik, klasični filolog in prevajalec, * 28. marec 1885, Župeča vas, † 17. december 1940, Ljubljana.

## Življenje in delo
Rodil se je očetu Mihaelu in materi Ani (rojeni Klemenčič). Po končani gimnaziji v Novem mestu (1897–1905), je nadaljeval študij bogoslovja v Ljubljani (1905–1909), (posvečen julija 1908), ter klas. filologije na Dunaju (1909–1913). Kot profesor je v letih 1913−1939 poučeval latinščino in grščino na Škofijski klasični gimnaziji v Šentvidu. Z veliko zvestobo do izvirnika je v slovenščino prevajal dela antičnih klasikov (Homer, Ajshil, Sofoklej, Aristofan, Katul, Marcial, Horac, Platon), spise grških cerkvenih očetov; prevedel je tudi nekaj del nemških pisateljev. V samostojni knjižni izdaji je izšla prva polovica Homerjeve Iliade (Iliada I-II; 1916, 1919), večino prevodov pa je objavil v Mentorju, ki ga je nekaj časa tudi urejal. Pisal in objavljal je tudi lastne latinske pesmi in režiral več grških tragedij v izvedbi dijaških dramskih skupin.